# Scheidenschnäbel
Die Scheidenschnäbel (Chionis) sind eine aus zwei Arten bestehende Gattung der Vögel aus  der Ordnung der Regenpfeiferartigen. Sie sind die einzige Gattung der Familie Chionidae.
Das Brutgebiet der Gattung liegt ausschließlich in der Antarktis und Subantarktis, im Südwinter zieht eine Art nördlich bis Patagonien. Die komplett weiß gefiederten, etwa hühnergroßen und kompakt gebauten Scheidenschnäbel sind die einzigen Vögel im antarktischen Lebensraum, die ausschließlich an Land leben. Sie sind Kleptoparasiten, die stark von Seevogelkolonien abhängig sind. Von der IUCN werden die beiden Arten als nicht gefährdet eingestuft.

## Merkmale

### Körperbau
Der Körperbau der Scheidenschnäbel ist gut an die harschen Umweltbedingungen des antarktischen Lebensraums angepasst. Der Körper ist gedrungen und kompakt gebaut, um durch eine möglichst geringe Körperoberfläche den Wärmeverlust zu minimieren, die Füße und Beine sind für Vögel dieser Größe ungewöhnlich kräftig.

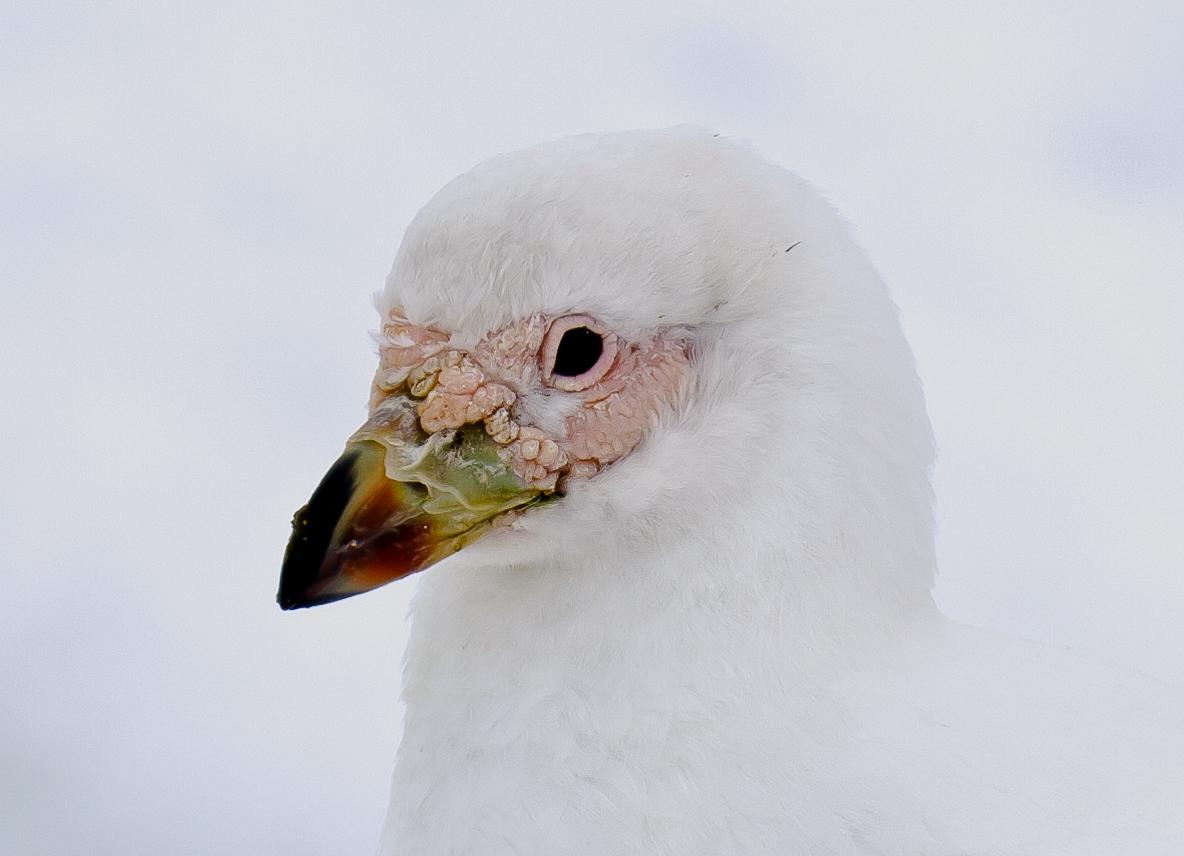
Porträt eines Weißgesicht-Scheidenschnabels.

Zwischen den Geschlechtern besteht hinsichtlich der Größe ein leichter Sexualdimorphismus, Männchen sind im Schnitt 15 % schwerer und etwas größer als Weibchen und haben etwas größere Schnäbel. Die Kopf-Rumpf-Länge liegt zwischen 34 und 41 Zentimetern, die Flügelspannweite zwischen 74 (Weibchen des Schwarzgesicht-Scheidenschnabels) und 84 Zentimetern (Männchen des Weißgesicht-Scheidenschnabels). Das Gewicht liegt zwischen 540 Gramm bei den Weibchen des Schwarzgesicht-Scheidenschnabels und 850 Gramm bei den Männchen des Weißgesicht-Scheidenschnabels. Die Zehen tragen schmale Hautlappen.
Der konische Schnabel ist sehr kräftig ausgebildet, am Ansatz des Oberschnabels sitzt eine Hornscheide. Charakteristisch für beide Arten ist die nackte Gesichtshaut, die vom Schnabelansatz bis über die Augen reicht und warzige Auswüchse trägt. Um die Augen liegt ein wulstiger, nackter Hautring. Hornscheide und Gesichtshaut können zur Altersbestimmung herangezogen werden, da diese Merkmale bei juvenilen Vögeln noch nicht stark ausgeprägt sind. An den Handwurzelknochen sitzt bei beiden Geschlechtern ein kurzer, stumpfer horniger Dorn, der bei Territorialkämpfen eingesetzt wird.

### Färbung und Gefieder
Das Deckgefieder der Scheidenschnäbel ist rein weiß, darunter befindet sich eine sehr dichte Schicht grauer Daunen. Es ist unklar, ob das weiße Gefieder sich ursprünglich als eine Anpassung an die schneereiche Umgebung entwickelt hat, denn Scheidenschnäbel halten sich häufig an felsigen Stränden auf; dort ist das weiße Gefieder wiederum sehr auffällig. Möglicherweise spielt es eine Rolle bei der Erkennung von Artgenossen. Jährlich nach der Brutzeit wird das Gefieder im März gemausert. Die Mauser dauert mit bis zu 70 Tagen verhältnismäßig lang. Jungvögel und nicht brütende Individuen beginnen bereits ab Januar mit der Mauser.

### Bewegung
Der Bewegungsablauf beim Gehen erinnert an den von Hühnern, meist laufen die Tiere mit leicht gesenktem, mit jedem Schritt nickendem Kopf langsam umher. Sie sind jedoch auch zu kurzen Sprints in der Lage. Relativ häufig setzen Scheidenschnäbel zudem eine einbeinige Fortbewegung ein: Während ein Fuß zum Wärmen an den Körper gezogen wird, hüpfen sie auf dem anderen Fuß langsam umher. Der Flug ist geradlinig, die Flügel werden kräftig geschlagen, nur selten wird eine kurze Strecke segelnd zurückgelegt. Scheidenschnäbel sind zu weiten Flügen über mehrere hundert Kilometer am Stück in der Lage.

### Stimme
Scheidenschnäbel geben laute, schrille Rufe von sich, die meist der Abgrenzung und Verteidigung eines Territoriums oder der Verständigung mit dem Partner während der Brutzeit dienen. Während der rituellen Drohgebärden vor einem Territorialkampf geben Scheidenschnäbel oft eine Lautfolge ab, die sich lautmalerisch als „kek kek kek kek kek“ umschreiben lässt. Außerhalb der Brutzeit äußern die Vögel kaum Laute, in Gruppen umherziehende Vögel geben manchmal glucksende Laute von sich. Der Alarmruf, der vor allem bei Sichtung von Skuas geäußert wird, ist ein schriller Pfiff.

## Verbreitung und Lebensraum

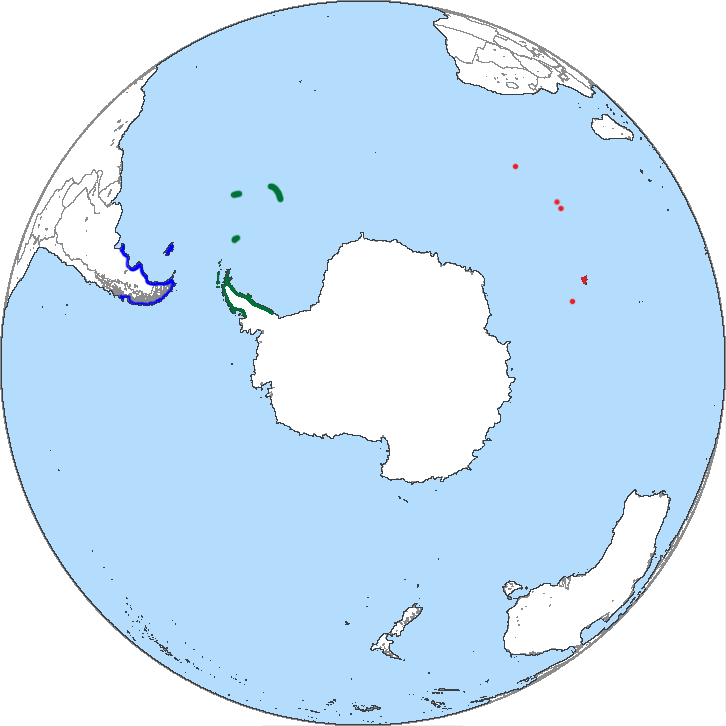
Verbreitung der Gattung Chionis: Weißgesicht-Scheidenschnabel: Sommer: grün;
Winter: blau;
Schwarzgesicht-Scheidenschnabel: rot

Scheidenschnäbel besiedeln sowohl die Küstenstreifen der antarktischen Halbinsel von der Nordspitze bis nach Grahamland im Süden als auch subantarktische Inseln von den Südlichen Shetlandinseln bis nach Südgeorgien und die Südlichen Sandwichinseln und zwischen den Prinz-Edward-Inseln und Heard. In Südamerika werden die Küste Feuerlands und die Ostküste des Festlands bis zum nördlichen Patagonien besiedelt. Das Vorkommen von Scheidenschnäbeln ist eng an das Vorkommen kolonielebender Seevögel, allen voran Pinguinen, und Robbenkolonien gebunden. Scheidenschnäbel bewohnen vorwiegend felsige Küstenabschnitte und auf den subantarktischen Inseln und dem südamerikanischen Festland auch nahe der Küste gelegene Gras- und Buschländer sowie moorige Flächen.

## Lebensweise

### Streifgebiet und Zugverhalten
Während der Brutzeit ist der Aktionsraum auf den Teil der Seevogelkolonie in unmittelbarer Nähe des Nests beschränkt, der als Brutterritorium verteidigt wird. Der Aktionsradius beschränkt sich auf nicht mehr als einen Kilometer. Außerhalb der Brutzeiten suchen die Vögel größere Bereiche nach Nahrung ab und bewegen sich mitunter weite Strecken entlang von Stränden. Streifgebiete von nicht brütenden Vögeln sind bedeutend größer, diese Vögel legen an einem Tag bis zu 30 Kilometer zurück. Mit Beginn der Dämmerung suchen sie Schlafplätze auf, die häufig auf Felsplattformen direkt an der Küste liegen, gelegentlich werden auch Felsvorsprünge im Inland als Schlafplatz genutzt.
Schwarzgesicht-Scheidenschnäbel bleiben in der Regel ganzjährig im Brutgebiet und weichen bei harscher Witterung nur über kurze Strecken aus, während Weißschnabel-Scheidenschnäbel nach der Brutzeit, ab März bis Mai, weitere Strecken ziehen und Gebiete mit gemäßigterem Klima in Südamerika aufsuchen. Dabei legen sie teils mehrere hundert Kilometer zurück und überwintern vor allem an der Ostküste Patagoniens. In Ausnahmefällen wurden einzelne Exemplare in Uruguay und dem südlichen Brasilien gesichtet. Gegen Ende Oktober bis November erfolgt die Rückkehr in die Brutgebiete. Flüge über weite Strecken erfolgen in der Regel ohne Zwischenstopps, bei Gelegenheit werden jedoch auch Eisschollen angeflogen, auf denen Pinguine oder Robben rasten, um dort nach Nahrung zu suchen. Auch Schiffe werden gelegentlich zur Zwischenrast genutzt.

### Aktivität und Komfortverhalten
Der Großteil des Tages wird mit der Nahrungssuche verbracht. Ein bis zwei Stunden täglich bringen Scheidenschnäbel für die Gefiederpflege auf. Häufig baden die Vögel ausgiebig, bevor sie das Gefieder durch die Öle der Bürzeldrüse wieder einfetten. Bei höheren Temperaturen und Sonnenschein nehmen Scheidenschnäbel Sonnenbäder, indem sie sich an exponierten Orten mit leicht abgespreizten Flügeln niederkauern.

### Soziales und antagonistisches Verhalten
Scheidenschnäbel treten außerhalb der Brutzeit häufig in Gruppen von bis zu 50 Tieren auf, die gemeinsam Nahrung suchen und dicht beieinanderstehend schlafen. Im Sozialverhalten scheinen die Hornscheide des Schnabels und die warzige Gesichtshaut eine wichtige Rolle zu spielen. Individuen mit größeren Schnäbeln und größeren Auswüchsen auf der Gesichtshaut sind in Gruppen die dominanten Tiere.
Bei den seltenen Territorialkämpfen während der Brutzeit setzen die Tiere den Dorn am Flügel ein, um den Gegner zu schlagen und so zu vertreiben. Zuvor wird jedoch versucht, Eindringlinge durch ritualisierte Drohgebärden zu vertreiben, etwa durch heftiges Kopfnicken und durch Niederkauern mit leicht abgespreizten Flügeln, während mit dem Schnabel in die Luft oder auf den Boden gehackt wird. Zieht sich keiner der Kontrahenten zurück, richten sich die Vögel mit gespreizten Flügeln voreinander auf und zeigen sich die Dornen an ihren Flügeln. Kommt es zum Kampf, dauert dieser meist nur einige Sekunden, während der die Kontrahenten mit den Flügeln aufeinander einschlagen und mit dem Schnabel am Gefieder ziehen. Ernsthafte Verletzungen sind äußerst selten, gewöhnlich enden Auseinandersetzungen ohne einen Kampf. Der Sieger einer Auseinandersetzung verfolgt den Verlierer meist noch über eine kurze Strecke rufend und stark mit den Flügeln schlagend. Außerhalb der Brutzeit kann es vor allem an Kadavern zu Auseinandersetzungen um das Vorrecht zur Nahrungsaufnahme kommen.

### Natürliche Feinde und Feindvermeidung
Adulte, gesunde Scheidenschnäbel haben keine Feinde, Skuas erbeuten jedoch Eier, Jungvögel und geschwächte Tiere. Im nördlichen Verbreitungsgebiet der Gattung schlagen Wanderfalken vor allem junge Vögel. Offene Bereiche werden gemieden, wenn Skuas in der Nähe sind. Bei einem direkten Angriff versuchen Scheidenschnäbel in der Regel, in einer Gruppe zur Wasserlinie zu fliehen. In geringem Maße tritt Kannibalismus auf, indem unbeaufsichtigte Eier und Jungvögel benachbarter Brutpaare erbeutet werden. Zur Abwehr von Nesträubern spreizen Brutvögel die Flügel leicht ab und hacken mit dem Schnabel auf den Aggressor, während sie zischende Laute von sich geben.

### Ernährung
Scheidenschnäbel sind ausgeprägte Kleptoparasiten und Aasfresser, die in hohem Maße von den in ihrer Umgebung vorhandenen Kolonien von Pinguinen, anderen Seevögeln und Robben abhängig sind. Als Opportunisten durchsuchen sie auch an Forschungsstationen den Müll nach Essensresten. Wegen der im Kelp enthaltenen Wirbellosen nehmen die Vögel vor allem außerhalb der Brutzeit auch große Mengen dieser Alge zu sich, die sie im Spülsaum finden.

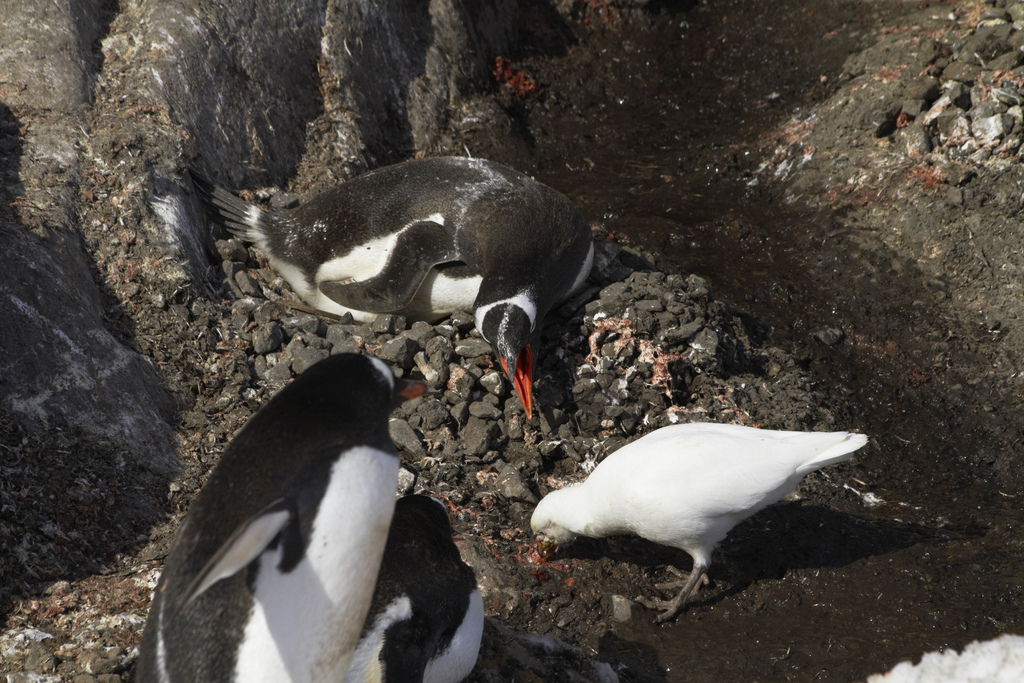
Scheidenschnabel frisst Krill, den Eselspinguine erbrochen haben.

In Seevogelkolonien erbeuten sie Eier und gelegentlich auch frisch geschlüpfte Jungvögel. Scheidenschnäbel lauern jedoch vornehmlich auf Altvögel, die ihren Nachwuchs mit Nahrung versorgen wollen. Während die Nahrung an den Jungvogel übergeben wird, versucht der Scheidenschnabel, sie dem Altvogel aus dem Schnabel zu ziehen oder ihn abzulenken, indem er herumflattert und ihm vor den Schnabel hackt. Kleinere Pinguinarten und Kormorane werden gelegentlich auch umgeworfen, um so an die Nahrung zu gelangen. Erbeutete Eier werden mit dem Schnabel aufgehackt und ebenso wie geraubte Jungvögel in der Regel zum Nest gebracht, bevor sie gefressen werden. Robbenkolonien werden vor allem während der Setzzeit aufgesucht, die Scheidenschnäbel fressen häufig die Nachgeburt. In Pinguinkolonien fressen Scheidenschnäbel auch frischen Kot, da dieser noch relativ viele Nährstoffe enthält. In Robbenkolonien trinken Scheidenschnäbel Milch, indem sie ihren Schnabel zwischen die Zitze und den Mund des trinkenden Jungtieres drücken.
Abseits von Kolonien und außerhalb der Brutzeit suchen Scheidenschnäbel meist entlang des Spülsaums nach Nahrung und nehmen dann vor allem Wirbellose zu sich. Seltener weichen sie einige hundert Meter ins Inland aus, um dort in Feuchtgebieten nach Nahrung zu suchen. Dabei ziehen die Vögel kleinere Pflanzen aus dem Boden, um im Wurzelwerk verborgene Tiere zu entdecken, außerdem durchwühlen sie mit ihrem Schnabel Flächen lockerer Erde. Knochen mit Fleischresten von angespülten Walen und Robben werden mit den Füßen zu Boden gedrückt, und der Schnabel wird zum Abreißen und Abschaben von Fleischbrocken genutzt. Eine langanhaltende Schneedecke kann außerhalb der Brutzeiten von Seevogelkolonien zum Verhungern vor allem junger und schwacher Vögel führen, da das Nahrungsangebot durch Kolonien fehlt und der Spülsaum nicht genügend Nahrung bietet.

## Fortpflanzung

### Paarbildung
Ab einem Alter von drei bis vier Jahren beginnen junge Scheidenschnäbel damit, einen Partner zu suchen und Brutreviere zu verteidigen. Erstbrüter sind jedoch oftmals nicht erfolgreich. Der Prozentsatz der nicht brütenden Vögel ist relativ hoch und schwankt zwischen 30 und 40 Prozent. Scheidenschnäbel sind weitgehend monogam und Paare brüten jedes Jahr zusammen. Trennungen kommen meist nur dann vor, wenn eine Brut nicht erfolgreich verläuft. Die auch bei langjährigen Paaren durchgeführte Balz besteht aus rhythmischem Kopfnicken beider Partner, während ebenso rhythmisch krächzende Rufe geäußert werden. Dieses Ritual wird auch zur Begrüßung ausgeführt.
Die Brut ist meist eng an den Fortpflanzungszyklus der Seevogelkolonien gebunden, die sich in der Nähe befinden. Paare verteidigen oft bereits ab November ein Brutrevier, das in der Regel einen Teil einer Seevogelkolonie umfasst und vor allem von den Männchen, aber auch den Weibchen aggressiv verteidigt wird. In Kolonien kleinerer Pinguinarten und anderer Seevögel beinhaltet ein Revier zwischen 40 und 200 Seevogel-Brutpaare, da diese leichter auszurauben sind als beispielsweise Königspinguine, von denen ein Scheidenschnabel-Brutrevier in der Regel 200 bis 400 Brutpaare umfasst.
Außerhalb der Brutzeit, wenn die Seevogelkolonien verlassen sind, weichen Scheidenschnäbel häufig zu noch aktiven Kolonien von Königspinguinen aus. Dort verteidigen sie oft kleinere Reviere und bilden mitunter saisonale Beziehungen zu Partnern aus, mit denen sie nicht brüten. Diese Partnerschaften und Winterreviere werden vor Beginn der Brutzeit wieder aufgegeben.

### Nestbau und Neststandort

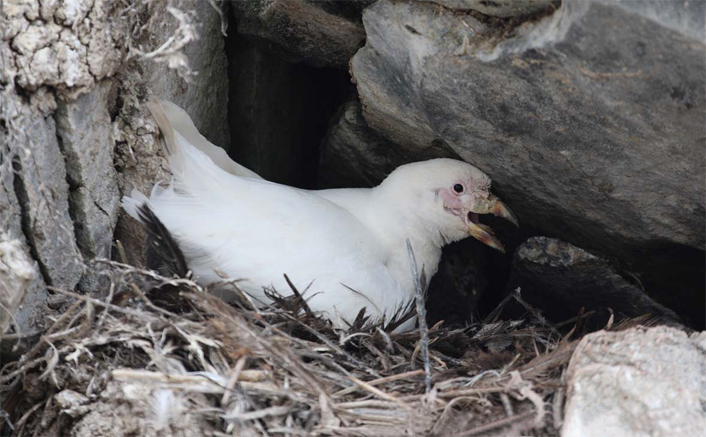
Weißgesicht-Scheidenschnabel auf Nest

Das Nest ist eine einfache Mulde auf einem Hügel, der aus Gras, Moos, Algen, Federn und gefundenen Knochen errichtet wird. Es wird in einer Höhle oder unter einem Felsvorsprung angelegt und liegt häufig in oder in unmittelbarer Nähe einer Seevogelkolonie. Scheidenschnäbel übernehmen aufgegebene Höhlen anderer Vögel, graben aber niemals eine eigene Höhle. Neststandorte, in deren Nähe Pinguine nisten, werden bevorzugt, da diese durch das Abwehrverhalten der Pinguine einen zusätzlichen Schutz vor Skuas bieten.

### Gelege und Brut
Sobald das Brutgeschäft in den Seevogelkolonien einsetzt, meist Mitte bis Ende Dezember, legen auch die Scheidenschnäbel ihr Gelege. Dieses besteht aus zwei bis drei birnenförmigen Eiern, in Ausnahmefällen auch nur einem oder bis zu vier Eiern. Die Grundfarbe der Eier ist cremig weiß, sie sind grau oder bräunlich gesprenkelt. Zwischen der Ablage der einzelnen Eier liegen durchschnittlich vier Tage, das Gelege wird bereits nach Ablage des ersten Eis bebrütet. Beide Geschlechter beteiligen sich am Brutgeschäft und wechseln sich etwa alle eineinhalb bis zwei Stunden beim Wärmen der Eier ab.
Die Jungvögel schlüpfen nach einer Brutzeit von 28 bis 32 Tagen Mitte bis Ende Januar, kurz nachdem ein Großteil der Jungvögel in der Seevogelkolonie geschlüpft ist. Zwischen 60 und 85 Prozent der Eier werden erfolgreich ausgebrütet. Da zwischen den Eiablagen mehrere Tage liegen, schlüpfen die Jungvögel zeitlich versetzt. Dies hat zur Folge, dass der erste Jungvogel bessere Überlebenschancen hat, wenn nur wenig Nahrung zur Verfügung steht. Meist überlebt nur der erstgeschlüpfte Jungvogel, die anderen Jungvögel verhungern oftmals oder werden wegen ihrer Schwäche von Skuas gefressen. Nach dem Schlupf können die Jungvögel bereits nach einigen Stunden im Nest umherkrabbeln, werden jedoch von den Eltern noch mindestens zwei weitere Wochen gehudert. Etwa 30 Tage nach dem Schlupf beginnen die Jungvögel, das Nest zu verlassen und in der näheren Umgebung umherzulaufen. Schlüpflinge haben dichte braune Daunenfedern, die nach ein bis zwei Wochen von grauen Daunen ersetzt werden. Die ersten weißen Deckfedern zeigen sich nach etwa 14 Tagen. Nach durchschnittlich 50 Tagen ist das weiße Gefieder eines adulten Vogels voll ausgeprägt. Die Jungvögel werden gegen Ende März flügge und suchen ab diesem Zeitpunkt selbstständig nach Nahrung, folgen ihren Eltern jedoch noch bis zu sechs Monate. Brutpaare, die nicht in der Nähe von Pinguinkolonien brüten, haben mit durchschnittlich 0,7 Jungvögeln pro Brut einen geringeren Reproduktionserfolg als Brutpaare, die Zugang zu Pinguinkolonien haben. Diese haben durchschnittlich 1,1 Jungtiere pro Brut.
Beide Altvögel füttern den Nachwuchs mit dem Schnabel, sie würgen jedoch nicht wie Seevögel einen Nahrungsbrei hervor. Der Großteil der Nahrung der Jungvögel besteht aus Fischbrei und Krill, den die Altvögel durch Kleptoparasitismus in Seevogelkolonien erbeutet haben und in ihrem Schnabel zum Nest transportieren.

## Systematik

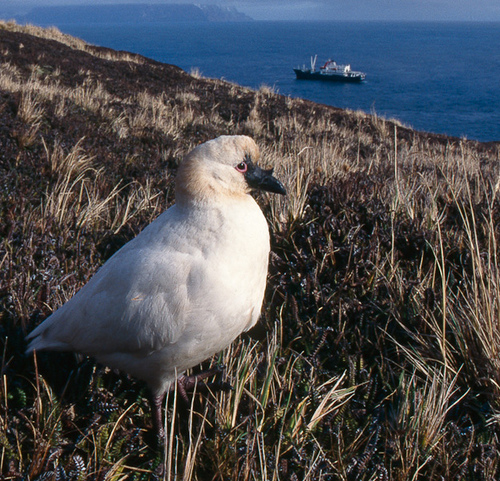
Schwarzgesicht-Scheidenschnabel

Die Scheidenschnäbel haben sich vermutlich im südlichen Südamerika aus regenpfeiferähnlichen Vorfahren entwickelt. Die genaue Stellung der Familie Chionidae innerhalb der Regenpfeiferartigen ist jedoch umstritten. In der Vergangenheit wurde aufgrund morphologischer und verhaltensbiologischer Studien eine Verwandtschaft mit den Höhenläufern vermutet, ebenso wie mit den Skuas. Chemotaxonomisch wurde die Gattung in der Vergangenheit zeitweise in die Nähe der Möwen gestellt.  Neuere genetische Studien scheinen eine nähere Verwandtschaft der Scheidenschnäbel mit den Trielen und eine nahe Verwandtschaft mit dem Magellanregenpfeifer zu unterstützen.
|  | Triele (Burhinidae)                                                                                           |
|  | |
|  | \| \| Scheidenschnäbel (Chionidae) \| \| \| \| \| \| Magellanregenpfeifer (Pluvianellus socialis) \| \| \| \| |
|  | |
|  | Scheidenschnäbel (Chionidae)                                                                                  |
|  | |
|  | Magellanregenpfeifer (Pluvianellus socialis)                                                                  |
|  | |

|  | Scheidenschnäbel (Chionidae)                 |
|  |                                              |
|  | Magellanregenpfeifer (Pluvianellus socialis) |
|  |                                              |

|  | Triele (Burhinidae)                                                                                           |
|  | |
|  | \| \| Scheidenschnäbel (Chionidae) \| \| \| \| \| \| Magellanregenpfeifer (Pluvianellus socialis) \| \| \| \| |
|  | |
|  | Scheidenschnäbel (Chionidae)                                                                                  |
|  | |
|  | Magellanregenpfeifer (Pluvianellus socialis)                                                                  |
|  | |

|  | Scheidenschnäbel (Chionidae)                 |
|  |                                              |
|  | Magellanregenpfeifer (Pluvianellus socialis) |
|  |                                              |

Die Gattung umfasst nur 2 Arten:
- Weißgesicht-Scheidenschnabel (Chionis alba), keine Unterarten
- Schwarzgesicht-Scheidenschnabel  (Chionis minor), vier Unterarten

## Scheidenschnäbel und Mensch
Aufgrund ihres größtenteils abgelegenen und unwirtlichen Verbreitungsgebiets überschneidet sich der Lebensraum der Scheidenschnäbel nur an wenigen Orten mit dem von Menschen. Die Vögel sind neugierig und nicht schreckhaft, sie stehlen unbeaufsichtigtes Essen von Forschern und Touristen und untersuchen auch Stifte, Schuhe und andere Gegenstände auf ihre Eignung als Nahrung. In der Nähe von Forschungsstationen und in Häfen halten sich oft zahlreiche Scheidenschnäbel auf. Das Nahrungsangebot an diesen Orten hat dazu geführt, dass einige Vögel im Südwinter nicht mehr in klimatisch günstigere Gegenden ausweichen, sondern während dieser Zeit von Nahrungsresten der menschlichen Siedlungen leben.
Zu Beginn des 20. Jahrhunderts wurden Scheidenschnäbel von Wal- und Robbenfängern gejagt, von denen sie aufgrund ihres Aussehens „Schneehühner“ genannt wurden und denen sie als Nahrung dienten. Heutzutage werden Scheidenschnäbel jedoch nicht mehr gejagt.

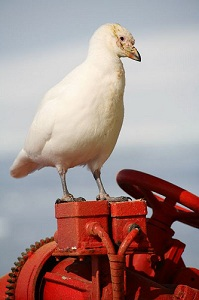
Weißgesicht-Scheidenschnabel an einer Forschungsstation

## Bestand und Schutz
Bestandszahlen sind wegen der unzugänglichen Lage der Brutgebiete schwer zu ermitteln, BirdLife International geht jedoch von einer Populationsgröße von mehr als 10.000 Brutpaaren des Weißgesicht-Scheidenschnabels und von 6000 bis 10.000 Brutpaaren des Schwarzgesicht-Scheidenschnabels aus. Die Populationen sind in sehr viele kleine Untergruppen aufgeteilt, auf vielen kleinen antarktischen und subantarktischen Inseln brüten nur wenige Dutzend Paare. Von der IUCN werden die Scheidenschnäbel als nicht gefährdet eingestuft.
Die Bestände gelten laut IUCN als nicht gefährdet, kleine Populationen auf subantarktischen Inseln können aber durch von Menschen eingeschleppte Neozoen wie Mäuse, Ratten und Katzen geschädigt werden, da diese Eier und Jungvögel fressen. Möglicherweise besteht auch eine Gefahr der Übertragung von Krankheiten durch Hühner, die auf einigen Inseln gehalten werden. Potentiell sind Scheidenschnäbel durch ihre geringe Reproduktionsrate von etwa einem Jungvogel pro Brutpaar und Jahr gefährdet. Starke Einbrüche des Bestands können nur sehr langsam wieder ausgeglichen werden. Durch die starke Abhängigkeit der Scheidenschnäbel von Seevogelkolonien ist ihre Populationsgröße unmittelbar an deren Vorkommen gekoppelt. Bricht der Bestand einer Seevogelkolonie zusammen, erlischt auch der Bestand an Scheidenschnäbeln in der Region.